# Jacob Nissly
 (janvier 2019).
Jacob Nissly, né le 26 avril 1983, originaire de Grimes (Iowa), est un percussionniste classique et jazz américain. Il occupe depuis 2013 le poste de premier percussionniste solo de l'Orchestre symphonique de San Francisco.

## Biographie
Jacob Nissly a grandi à Grimes où son père était le batteur d'un groupe de rock local. Nissly a commencé les percussions en jouant dans ce groupe puis dans l'orchestre de jazz de son lycée à Des Moines, son rêve étant d'être « le prochain batteur du groupe Nirvana ».  Il a fait ses études universitaires d'abord à l'université Northwestern où il a reçu son baccalauréat universitaire en musique et jazz. Pendant ses années à Chicago, il a été l'un des percussionnistes du Civic Orchestra of Chicago, et un des quatre fondateurs de l'ensemble de percussion Third Coast Percussion (en), créé en 2004. Accepté à l'école Juilliard , il y a reçu sa maîtrise  dans le programme de musique Master of Music (en).

## Carrière
Nissly a complété sa formation auprès de l'académie de musique New World Symphony (orchestra) (en), puis a été percutionniste solo dans l'Orchestre symphonique de Détroit (2010-2011) et dans celui de Cleveland (2011-2013), avant de rejoindre l'Orchestre symphonique de San Francisco. Sollicité par de nombreuses formations, il a également joué dans l'Orchestre symphonique de Chicago, celui du Metropolitan Opera, l'Orchestre symphonique de Houston, de Saint-Louis, et l'Orchestre de chambre de Saint-Paul. 
Nissly continue à jouer dans les formations de jazz, estimant regrettable la barrière entre musique classique et jazz. Il se produit en particulier au centre de jazz de San Francisco
SFJAZZ Center (en).

## Enseignement
Nissly a enseigné dans diverses institutions. Depuis janvier 2017, il enseigne au conservatoire de San Francisco, où il est directeur de la section Ensemble percussions et co-directeur de la section percussions.

## Discographie
- Mason Bates: Works for Orchestra, San Francisco Symphony, Michael Tilson Thomas & Mason Bates, 2016
- Live from the Stiftsbasilika St. Florian, Anton Bruckner – Symphony No. 4, The Cleveland Orchestra, 2017
- John Adams, City Noir, St. Louis Symphony, 2014. Récompense 2015, catégorie meilleur enregistrement d'orchestre, Grammy Award de la meilleure prestation orchestrale

## Reconnaissances
- Artiste Yamaha[6].